# Královka
Královka (něm. Königshöhe) je jedna z nejznámějších kamenných rozhleden v Jizerských horách stojící na hoře Nekras (859 m) v katastrálním území Janov nad Nisou, necelý kilometr vsv. od Bedřichova. Z rozhledny je za příznivého počasí překrásný výhled na Jizerské hory, Krkonoše, Český ráj, Polsko, Německo a Ještěd.

## Historie
Rozhledně a návrší se dříve říkalo Königova vyhlídka či Nekras. Byla postavena roku 1907, celková výška je 23,5 metrů, vyhlídková plošina je ve výšce 20,5 metrů a vede na ni 102 schodů. Nahradila původní, dřevěnou věž, která stála na vrcholku v letech 1888 až 1906. Vedle věže byla roku 1934 postavena horská chata s restaurací a ubytováním. V dalších letech bylo k hlavní budově přistavěno několik nevzhledných nádorů a celý areál včetně věže pod vedením různých nájemců začal brzy chátrat. V roce 2013 získala celý areál do vlastnictví společnost KISSES s.r.o., která započala jeho celkovou revitalizaci. Proběhla demolice nevyhovujících budov, započala rekonstrukce hlavní (původní) budovy, kde již vznikla nová, moderní samoobslužná restaurace s terasou, zvaná Královská restaurace. Samotná rozhledna se dočkala zcela nového kabátu,  byl opraven kamenný plášť věže, byla provedena instalace nového ochozu spojující tři strany, rekonstrukce střechy a demontáž a nové citlivější umístění antén. Dále pak bylo opraveno schodiště a vnitřní prostory. Zatím posledním počinem je otevření velkého dětského hřiště.
V budoucnu[kdy?] bude zrekonstruováno ubytování v hlavní budově a vystavěn zcela nový horský hotel. Revitalizace se však dočká i blízké okolí, na návštěvníky a turisty bude čekat venkovní amfiteátr, lesopark s volnočasovými prvky a další.[zdroj?]

## Výlety
Z Bedřichova se dá jít přes takzvaný Viklan až právě na Královku, tam se dá občerstvit v kiosku či právě v Královské restauraci, pak se dá jít zpátky do Bedřichova. Celá trasa měří asi 4,5 kilometru.

## Cestovní ruch
Z Bedřichova poblíž krajského města Liberec vede až k rozhledně s parkovištěm silnička. Nejbližší železniční stanice jsou 8 km daleko v Liberci či Jablonci. Po značených turistických cestách se lemující široké okolí, není těžké areál najít. Vedou tudy jak pěší trasy, tak trasy pro běžkaře i cyklotrasy, které jsou všeobecně známé jako jizerská magistrála.

## Externí odkazy

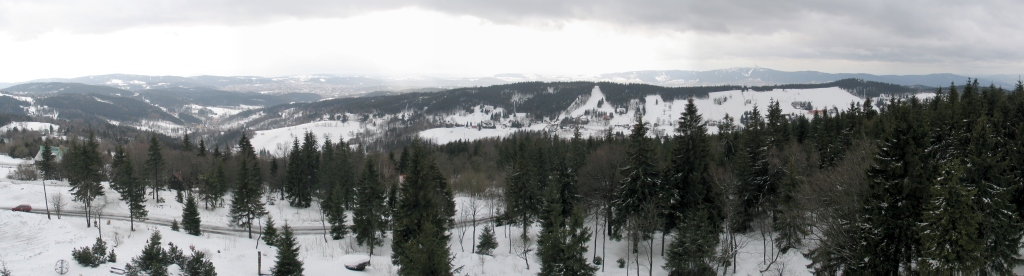
Panoramatický pohled z rozhledny Královka